# Catedral de San Pedro (Condom)

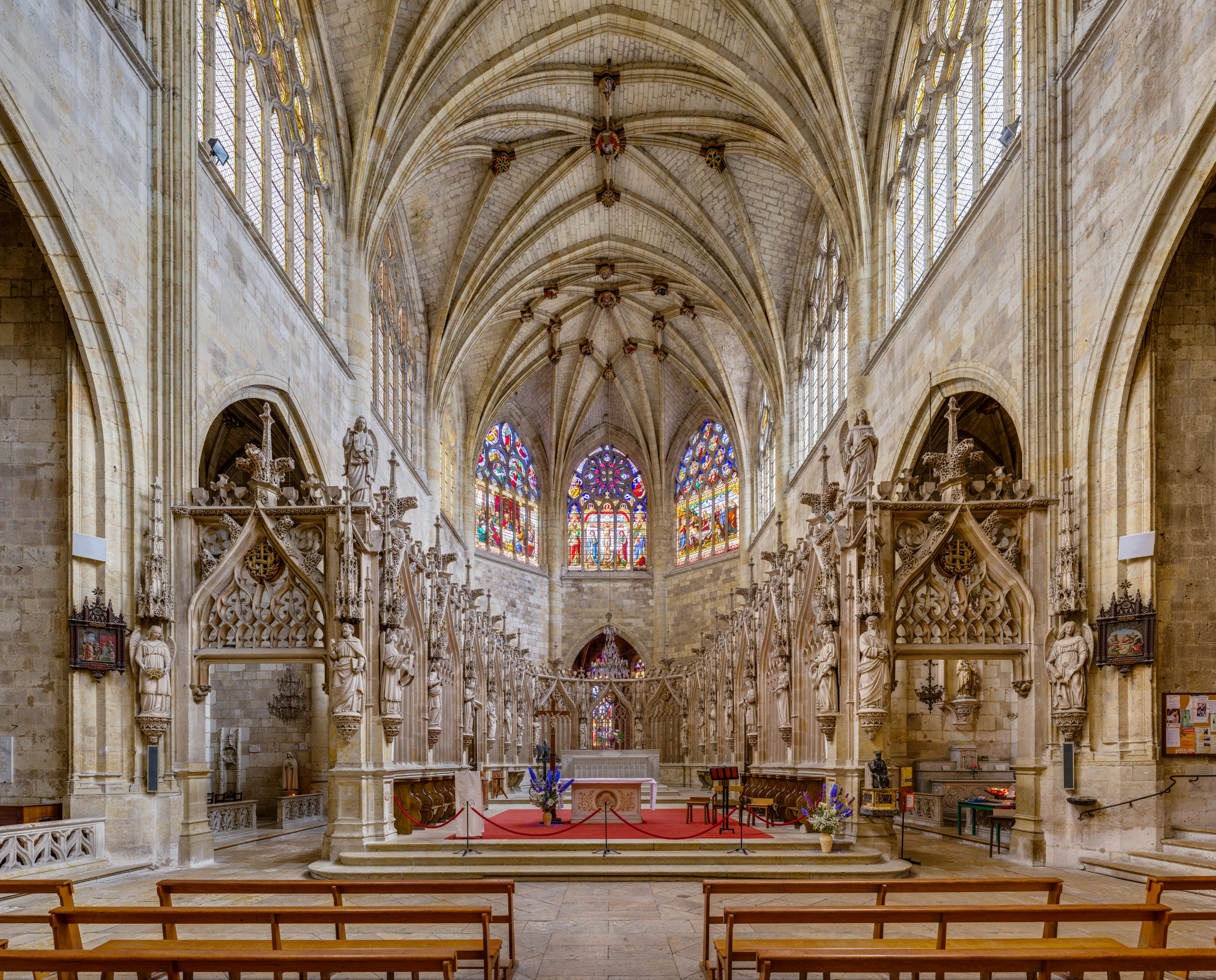
Vista interna

La catedral de San Pedro o simplemente catedral de Condom (en francés: Cathédrale Saint-Pierre de Condom) es una iglesia católica y una antigua catedral, y un monumento nacional de Francia, ubicado en la localidad de Condom, en el departamento de Gers. Anteriormente era la sede de los obispos de la ciudad; la diócesis fue agregada a la diócesis de Auch en 1822.
La catedral domina la ciudad, que se encuentra en una colina sobre el río Baïse. Fue diseñada a finales del siglo XV, y erigida en su lugar entre 1506 y 1531, uno de los últimos grandes edificios de la región del Gers en ser construido en el estilo gótico del suroeste de Francia. La iglesia tiene contrafuertes alrededor y hay una torre cuadrada de 40 metros sobre el frente del oeste. La puerta principal del oeste tiene los símbolos de los Cuatro Evangelistas, y la puerta de la nave sur en el estilo gótico flamígero todavía tiene 24 estatuas pequeñas en los nichos de la archivolta.
En el interior, la nave ancha  es iluminada por las ventanas clerestory con vidrio grisaille. Por la noche, las luces en la tracería flamígera de las ventanas del clerestorio tienen una vista destacada. El vitral del coro es del siglo XIX. Esta catedral era famosa por su suntuosa liturgia del siglo XVI, y por su órgano de 1605 en el extremo oeste. El púlpito original con su baldaquín de piedra tallada delicadamente todavía está en su lugar. El claustro del siglo XVI es ahora un pasaje público adyacente a un aparcamiento, cuyo exterior es atractivo al ser iluminado por la noche.
Esta protegida como monumento histórico de Francia por la lista de 1840.